# Талмыр
Талмыр — река в Тюменской и Омской областях России. Устье реки находится в 63 км по правому берегу реки Иптияр. Длина реки составляет 98 км, площадь водосборного бассейна 527 км². 

## Данные водного реестра
По данным государственного водного реестра России относится к Иртышскому бассейновому округу, водохозяйственный участок реки — Иртыш от впадения реки Тобол до города Ханты-Мансийск (выше), без реки Конда, речной подбассейн реки — бассейны притоков Иртыша от Тобола до Оби. Речной бассейн реки — Иртыш.